# Hermaphroditus

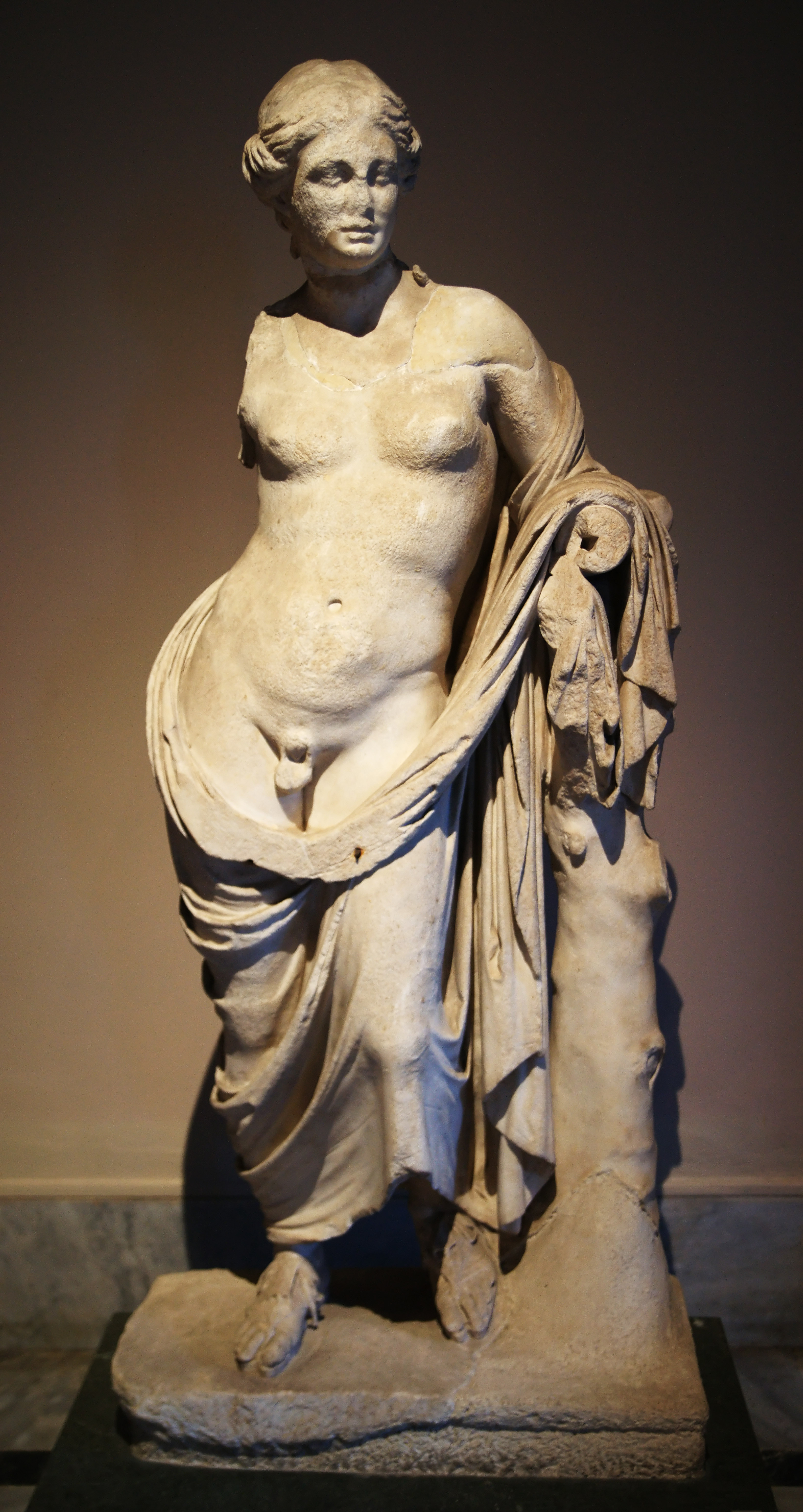
Posąg Hermafrodyta

Hermaphroditus – cykl liryczny angielskiego poety Alegrnona Charlesa Swinburne’a, opublikowany w tomiku Poems and Ballads z 1866. Cykl składa się z czterech sonetów. Sonety te reprezentują model włoski gatunku i rymują się abba abba cdc dcd i abba abba cdd ccd (ostatni utwór).

Lift up thy lips, turn round, look back for love,
Blind love that comes by night and casts out rest;
Of all things tired thy lips look weariest,
Save the long smile that they are wearied of.
Ah sweet, albeit no love be sweet enough,
Choose of two loves and cleave unto the best;
Two loves at either blossom of thy breast
Strive until one be under and one above.
Their breath is fire upon the amorous air,
Fire in thine eyes and where thy lips suspire:
And whosoever hath seen thee, being so fair,
Two things turn all his life and blood to fire;
A strong desire begot on great despair,
A great despair cast out by strong desire.

Cykl został opatrzony informacja o miejscu i czasie jego powstania: Au Musee du Louvre, Mars 1863. Odwołuje się do starogreckiego mitu o Hermafrodycie, czyli bożku, mającym cechy obydwu płci. Wierzenia o Hermafrodycie przekazał w Metamorfozach Owidiusz.